# (5321) Jagras
(5321) Jagras – planetoida z pasa głównego asteroid okrążająca Słońce w ciągu 4,15 lat w średniej odległości 2,58 au. Odkryli ją Poul Jensen, Karl Augustesen i Hans Jørn Fogh Olsen 14 listopada 1985 roku w Obserwatorium Brorfelde. Nazwa planetoidy pochodzi od Jakoba Grove Rasmussena – narzeczonego córki trzeciego z odkrywców, absolwenta astronomii na Uniwersytecie Kopenhaskim. Przed nadaniem nazwy planetoida nosiła oznaczenie tymczasowe (5321) 1985 VN.